# 旅券法
旅券法（りょけんほう、昭和26年法律第267号）は、旅券（パスポート）の発給、効力その他旅券に関し必要な事項（同法1条）に関する日本の法律である。

## 関連事件
- 帆足計事件
- 中野マリ子訴訟